# Flourensia macrophylla
Flourensia macrophylla là một loài thực vật có hoa trong họ Cúc. Loài này được S.F. Blake mô tả khoa học đầu tiên năm 1916.